# Ilir Azemi
Ilir Azemi (født 21. februar 1992 i Pristina, Jugoslavien) er en fodboldspiller fra Kosovo, der som angriber spiller for tyske SpVgg Greuther Fürth.

## Personlige liv
Azemi blev født i Pristina som dengang lå i Jugoslavien, men som i dag ligger i Kosovo. Da Azemi var kun tre måneder gammel, flygtede han med familien til Tyskland, da der var krig i Jugoslavien. Hans far døde, så han voksede kun op med en mor samt tre søstre.

## Ungdomskarriere
Azemi startede med at spille fodbold i den lokale klub Motor Gispersleben, indtil han i 2007 blev scoutet af SpVgg Greuther Fürth, og blev tilbudt at spille for klubbens ungdomsrækker. Azemi takkede pænt ja, og skiftede til klubben i sommeren 2007. Han startede på klubbens U17 trup, hvor han i første sæson spillede 24 kampe og scorede fire mål. Sæsonen efter kom Azemi op på klubbens U19 trup, hvor han i sin første sæson scorede ti mål i 23 kampe. Disse gode præstationer resulterede i, at han i 2010 spillede 2 kampe for klubbens U23 trup (Greuther Fürth II). Sæsonen efter blev han fast rykket op på Greuther Fürth II, og scorede 15 mål i 34 ligakampe. Han endte sæsonen med at blive den 5. mest scorende spiller i ligaen i 2011/12 sæsonen.

## Klub karriere

### Greuther Fürth
I takt med Greuther Fürth rykkede op til Bundesligaen, blev Azemi en fast del af førsteholdstruppen i presæsonen 2012/13.
I en venskabskamp imod amatørholdet TV Market Weiltingen, scorede Azemi hele seks mål i 14-0 sejren.

## Landshold
Albanske medier meddelte, at Azemi efter sigende var blevet ringet op af Albaniens U21 træner, men afslog, da han følte han lige skulle falde til sin nye klub, Greuther Fürth, og lige komme i gang der. Derudover meddelte de også, at hans mål var at spille for Albaniens senior trup. Han meddelte derefter selv flere gange, at han ønskede at spille for Albanien.
Men i januar 2014 besluttede han sig. Han valgte at spille for Kosovo, og fik sin debut i Kosovos første officielle landskamp mod Haiti den 5. marts 2014.